# 白石焼
白石焼（しらいしやき）は佐賀県三養基郡みやき町北茂安で焼かれる陶器。古くは磁器が中心で、有田、唐津と共に肥前の代表的な磁器産地として名を馳せ、有田の西目の皿山に対し、東目の皿山と呼ばれた歴史を持つ。

## 歴史
古くからみやき町のある三養基郡一帯は須恵器、瓦などが焼かれていたが、白石焼としては宝暦年間に枡谷金右衛門が深掘丹作の奨めで根を下ろし、この地で作陶を始めたのが始まりである。金右衛門が焼く陶器は隣国の久留米藩などで評判を生んだ。その後、寛政12年、鍋島藩お抱えの陶工、藤崎百十が天草の陶石を使った磁器を焼き始めた。更にその数年後、1806年（文化3年）には佐賀鍋島藩の分家である白石鍋島家の御用窯であった伊万里大川内から陶工を招き、本格的な磁器産地とした。この時期に作られた陶器は「南京手」と呼ばれて重宝された。江戸時代末期、京から招かれた臼井走波は、現在の白石焼の基盤である走波焼を作り上げた。その後、野田吉次郎、中村吉兵衛といった名工を輩出、白石は有田に比肩しうる名産地として名を馳せた。
しかし明治維新によって藩政が崩壊し、後ろ盾を失った白石焼は急速に衰えを見せた。中国風の作品を作ってみたり、有田焼（伊万里焼）のように輸出を睨んだ大量生産を試みたりしたが、いずれも空回りした。そして1902年（明治35年）には磁器産業は廃絶した。その後は陶器だけを焼き続け、土鍋、火鉢、水甕、植木鉢などの生活雑器を焼くことで凌いでいったといわれる。また、駅弁と一緒に売られていた茶器（汽車瓶）もほぼ独占的なシェアを持っていたという。最盛期には60軒あった窯元も年月と共に減少していき、2011年現在では4軒の窯場が残る。窯場は閑散とした竹林沿いにあり普段はひっそりしているが、毎年9月に行われる陶器市の頃は多くの観光客で賑わいを見せる。

## 特徴
天草の陶石に「五穀さん」と呼ばれる地元産の粘土を混ぜて用いる。
民芸調の作品が主流で、伝統的な飛び鉋、焼き締め、掻落（かきおとし）などの技法に加え、現代的な感覚の絵付けを行っており、白を基調とした端整な気品を持ちながらも、季節の花などをモチーフとした意匠も相俟って、どこか懐かしさを感じる独特の風合いが特徴。